# Sam Taylor-Johnson

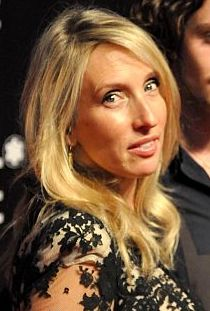
Sam Taylor-Johnson (2010)

Samantha „Sam“ Louise Taylor-Johnson (geb. Taylor-Wood; * 4. März 1967 in London) ist eine britische Regisseurin, Fotografin und Künstlerin.

## Karriere
Taylor-Johnson studierte Kunst an der Hastings School of Art und begann ihre Karriere zunächst als Bildhauerin, bevor sie sich der Fotografie und dem Film zuwandte. 1993 entstand ihr erster Film 16 mm. Nach der Erstellung ihres Multiscreen-Videos Killing Time im Jahr 1994 setzte sie sich verstärkt mit der Videokunst auseinander. Für die Videoinstallation Third Party (1999–2000) arbeitete sie mit der Sängerin Marianne Faithfull und dem Schauspieler Ray Winstone zusammen. In ihrem Kurzfilm Pietà trat sie 2001 gemeinsam mit Robert Downey Jr. auf.
Taylor-Johnson hatte unter anderem Solo-Ausstellungen im White Cube in London (1995, 2001), der Kunsthalle Zürich (1997), dem Hirshhorn Museum and Sculpture Garden in Washington, D.C. (1999), dem Museo Reina Sofía in Madrid (2000), dem Centre National de la Photographie in Paris (2001) und dem Musée d’Art Contemporain de Montréal (2002).
1997 erhielt sie auf der Biennale di Venezia den Illy Cafe Prize for Most Promising Young Artist. Im Jahr 1998 war sie für den renommierten Turner Prize nominiert.
Als Musikerin veröffentlichte sie unter dem Pseudonym Kiki Kokova in Zusammenarbeit mit den Pet Shop Boys die Single Love To Love You, Baby. Auch später arbeitete sie wiederholt mit den Pet Shop Boys zusammen. 2008 erschien die gemeinsame Single I’m in Love with a German Film Star auf dem deutschen Techno-Label Kompakt.
Nach einigen Kurzfilmen gab sie 2009 mit der John-Lennon-Filmbiografie Nowhere Boy ihr Regiedebüt bei einem Spielfilm. 2015 erschien mit Fifty Shades of Grey ihre Verfilmung des Erotikromans Shades of Grey. 2017 folgte die Serie Gypsy, die sie aus Ausführende Produzentin verantwortet und deren erste beide Episoden sie inszenierte.  

## Privatleben
In den frühen 1990er Jahren lebte sie in einer Beziehung mit dem Künstler Henry Bond.
Aus der 1997 geschlossenen Ehe mit dem Kunsthändler Jay Jopling gingen zwei Töchter (* 1997 und 2005) hervor. Im September 2008 gab das Paar seine Trennung bekannt.
2009 lernte sie beim Dreh des Films Nowhere Boy den 23 Jahre jüngeren Schauspieler Aaron Johnson kennen und begann mit ihm eine Beziehung. Sie heirateten am 21. Juni 2012 und nahmen beide offiziell den Namen Taylor-Johnson an. Aus der Beziehung gingen zwei Töchter (* 2010 und 2012) hervor.

## Filmografie (Auswahl)
- 1996: Misfit (Kurzfilm)
- 1997: Pet Shop Boys – Somewhere: Pet Shop Boys in Concert (Regisseurin der Hintergrund-Projektion)
- 2001: Pietà (Kurzfilm)
- 2006: Destricted (Segment Death Valley)
- 2008: Love You More (Kurzfilm)
- 2009: Nowhere Boy
- 2011: James Bond Supports International Women’s Day (Kurzfilm)
- 2011: R.E.M. – Überlin (Musikvideo)
- 2015: Fifty Shades of Grey
- 2017: Gypsy (Fernsehserie, 2 Episoden)
- 2018: A Million Little Pieces
- 2021: Solos (Fernsehserie, 2 Episoden)
- 2024: Back to Black

## Diskografie (Auswahl)
- 2003: Kiki Kokova – Love to Love You, Baby (Lucky Kunst)
- 2008: Sam Taylor-Wood & Pet Shop Boys – I’m in Love with a German Film Star (Kompakt Pop)

## Kataloge
- Michael Bracewell, Jeremy Millar und Sam Taylor-Wood: Sam Taylor-Wood. Gerhard Steidl, 2008, ISBN 978-1-85332-228-0
- Jake Chapman, Michael O’Pray: Sam Taylor-Wood. Northern Gallery for Contemporary Art, 2000, ISBN 978-1-901066-01-2